# The Phone: A Missão
The Phone: A Missão foi um game show brasileiro que foi produzido pela Rede Bandeirantes, baseado no programa criado originalmente pela Fremantle Media. Estreou em 12 de abril de 2011 e teve seu último episódio exibido em 12 de julho de 2011, sendo substituído por Os Anjos do Sexo.

## Sinopse
O jogo consiste em uma competição, quando dois telefones tocam em pontos distintos da cidade e duas pessoas que nunca se viram antes são convidadas por uma voz misteriosa a participar de uma competição que através de pistas espalhadas pela cidade, vão em busca do premio de R$ 30 mil, numa espécie de “caça ao tesouro”.

## Produção
O programa foi gravado em alta definição e foram realizadas em bairros de São Paulo, como Luz, Braz, Butantã, Vila Madalena, Pacaembu, Jardins, Centro e Barra Funda. Um dos episódios teve a cidade de Santos como cenário. O programa já foi exibido na Holanda, na Austrália, na África do Sul, na Rússia, em Israel e nos Estados Unidos. O programa de estreia foi reapresentado em 16 de abril de 2011

## Vencedores
- 12 de abril de 2011 - Laura e Iara

Local da competição: Centro de São Paulo

Vencedor: Laura
- 19 de abril de 2011 - Carolina e Bruno

Local da Competição: Santos - São Paulo

Vencedor: Carolina
- 26 de abril de 2011 - Ari Campos da Silva e Ivy Ikeda

Local da Competição: Pacaembu

Vencedor: Ivy
- 3 de maio de 2011 - Bruno Marques e Camila Quirino

Local da Competição: Brás - São Paulo

Vencedor: Camila
- 10 de maio de 2011 - Marina Lanzoni e Thais Gomes

Local da Competição; Guarapiranga - São Paulo

Vencedor: Thais
- 17 de maio de 2011 - Roberto Melo e Alexander Federolf

Local da Competição: Butantã - São Paulo

Vencedor: Alexander